# Růžena Valentová
Růžena Valentová (5. ledna 1909 Olomouc – 6. listopadu 1944 Prostřední Bečva) byla česká učitelka hudby, členka Sokola, Československého červeného kříže, během druhé světové války partyzánka z Olomouce.
Datum jejího vstupu k partyzánskému oddílu je odhadován na léto 1944. Zahynula při třetím přepadu partyzánů pod Kněhyní[zdroj?], když tito odmítli opustit svůj úkryt. Jednotka byla rozprášena palbou z těžkého kulometu. Společně s ní zahynul Boris Rabenstein z Prahy a další čtyři partyzáni, jejichž jména se nepodařilo zjistit. Všechna těla byla zprvu pohřbena na místě[zdroj?], až po válce exhumována a převezena na Ústřední hřbitov v Olomouci.